# Nesopetinus tinctus
Nesopetinus tinctus är en skalbaggsart som först beskrevs av Sharp 1879.  Nesopetinus tinctus ingår i släktet Nesopetinus och familjen glansbaggar. Inga underarter finns listade i Catalogue of Life.